# Джир, Шарлотта
Шарлотта «Карли» Джир (англ. Charlotte Carlie Geer; род. 13 ноября 1957, Гринуич, Коннектикут, США) — американская гребчиха, серебряный призёр летних Олимпийских игр 1984 года в Лос-Анджелесе в одиночке.

## Биография
Шарлотта Джир — потомственная спортсменка. Её родная тетка Джулия Джир вместе с мужем Ричардом Дрейссигекером также занимались академической греблей и участвовали в Олимпийских играх. Племянница Джир Ханна Дрейссигекер — биатлонистка, член сборной США по биатлону, участница Зимних Олимпийских игр в Сочи.
Пик карьеры спортсменки пришёлся на домашнюю для неё Олимпиаду-1984, на которой ей удалось стать серебряным призёром. В дальнейшем Шарлотта Джир не смогла бороться за высокие результаты на крупных турнирах.